# 魯莽天使
《魯莽天使》（日语：天使な小生意気）是日本漫畫家西森博之創作的日本漫畫作品。於《週刊少年Sunday》（小學館）1999年25号至2003年36、37合併号期間進行連載。單行本全20卷。
於2002年由朝日電視改編成動畫版。由于电视動畫比漫画版早完结，後期的内容为原创剧情。
原作完結後，推出外传2话，分别是藤木与小恶魔的故事，不過並沒有推出單行本。

## 故事簡介
少年天使惠（あまつか めぐみ）與青梅竹馬花華院美木（はなかいん みき）在遊玩的時候，從一個自稱是魔法師的老人得到一本書。從書中出現一個自稱可以實現任何願望的小惡魔，將小惠的願望─「成為男人中的男人」變成「女人中的女人」，使小惠從此變成超級美少女。小惠一怒之下將書丟到河中，回到家以後發現家裡面的人，除了美木以外大家都把她當成女孩子，小惠認為這是小惡魔的法術導致的。
6年後，為了追查魔法書的下落，小惠跟美木進入劍峰高中就讀。在期間與蘇我原造、藤木一郎、安田太助以及小林一文字相遇。儘管是為了將小惠變回男人，眾人還是被小惠的魅力所吸引，因此成立了「小惠團」。被男士們追的團團轉的小惠，一怒之下跟男士們提出「男子漢」挑戰，來看看誰才是最有男子氣概的「男子漢」。
冒險途中發現美木其實有婚約者，而且還發現其婚約者其實只是想併吞花華院財團，小惠等人故而制止。心有不甘的婚約者─岳山隆雄，決定這些高中生展開一連串的報復...

## 登場人物

### 小惠團
- 天使恵（あまつか めぐみ） （配音員：林原めぐみ（日本）姜瑰瑾（台湾）)
本作品的主角。本作品的第一人稱。絕色美少女一名，富豪家的獨生女。原本是個男生，六年前让魔法書中的一個小丑许愿要变成“男人中的男人”，却變成了女生中的絕色美女，而周遭的人亦因為咒語的原因不記得小惠是個男生，只有當時在場的美木知道這個秘密，主角本身卻希望變回男生。武藝高強，面對眾多持械惡棍也能游刃有餘、冷靜以對，但時常也會有腦充血的魯莽舉動。雖然想著要變回男生，但是在美木多年的調教下，行為舉止已經完全女性化，在面臨抉擇自身性別的時候會陷入短暫的猶豫。對蘇我源造多次產生過好感，但都以「同伴意識」說服、催眠自己。動畫版結局為選擇成為女性，漫畫版結局則是與蘇我接吻破除詛咒，但事實的真相卻是自己從故事開頭到結尾從來都不是男生，在小時候因為被蘇我保護而產生對強大男性的憧憬。

- 花華院美木（はなかいん みき） （配音員：大本真基子（日本）林美秀（台湾））
小惠的青梅竹馬，唯一目擊小惠由男變女的人。性格冷靜沉著，默默守護著小惠。外祖父家裡是日本有名的財閥，但父母卻是在違背外祖父的意願、不被祝福的情況下結婚，雙親在小時候因為火災過世，由嚴格的外祖父撫養長大。有著比外表的柔弱看上去更堅強的心，故而能看到同伴們遭受苦難也不輕言放棄，堅定的信任同伴。在大和撫子盃事件途中失去理智而恢復記憶的時候，曾經秀過精湛的武藝擊退混混，小時候在武術造詣上比小惠略高。有一名叫岳山隆雄的未婚夫，但對方是個輕浮、冷血而殘酷的紈褲子弟，故事中的許多麻煩都是由岳山隆雄對美木的追求造成的。小惠團的真實團長。

- 蘇我源造（そが げんぞう） （配音員：高木涉（日本）夏治世（台湾））
15歲的高中生。國中年代是有名的超級不良少年，個性急躁凶暴，自稱「穿黑衣服是為了讓敵人的血不明顯」。但自從遇到小惠一見鍾情以後，每天便跟著小惠後面團團轉，拼命對她/他展開追求，為人決不輕言放棄。個子高大而且梳個白色的鳳梨頭，外型並不吸引人，卻在國中時代有著大量交女友、換女友的紀錄。國中的稱號為「惡王」，一出手就能撂倒敵方不良少年的首領，被小惠稱為「混混的直覺」。力大無窮，出全力能將人揍飛，故事中期受到小惠與小林的訓練，已經是能在黑暗中撂倒大量惡棍的打架高手。真實個性非常的天真、熱血，像是一個長不大的小孩，夏天甚至還會去抓甲蟲。雖然未到法定的打工年齡，但是因為高大的體格與謊報的年紀，已經開始打工。有著廚藝精湛、生活有條不紊等令人意外的小細節，同時也有蒐集怪東西的癖好，小惠當年丟棄的魔法書就是蘇我收藏起來，也成為小惠時常拜訪蘇我家的緣分。在小時候就已經對小惠一見鍾情，眼睛下的傷疤就是小時候為了保護小惠被碎玻璃劃傷的。

- 藤木一郎（ふじき いちろう）（配音員：田中一成）
小惠的同學，親衛隊的成員之一。自小就沒有突出之處，是個再普通不過的高中生。偶爾還是會展現出韌性與毅力，但是多數卻是逞強。眼睛下垂是外表的特徵，經常因為這個特色被蘇我說嘴。個性有情有義，與蘇我最常拌嘴，看相貌最帥為人最正經的小林不順眼，但在遭遇危難的時候總是願意替團體當墊背第一個犧牲，有著跟炸彈綁在一起還能大義凜然赴死的豪勇。雖然自稱「普通」，但是在眾人的眼中其實已經不普通了。在動畫版的結局中與白鷺良美在一起。

- 安田太助（やすだ たすけ） （配音員：上田祐司）
小惠的同學，親衛隊中其中一名成員，公認厚臉皮實力堅強的變態男性。知識量異常驚人，總是監視著小惠的一舉一動。拿下眼鏡後有著像女孩子般的臉，所以很堅持臉上一定要有眼鏡，但也曾經用這張臉拐騙小惠跟美木。以身為一個御宅族自豪，認為女性的魅力在「看的見與看不到之間」，是團體中最足智多謀的軍師型人物，行動力強只要下定決心就會立刻執行。無論何時身上都帶著照相機。有個就讀小學的弟弟，樣貌看上去是縮小版的安田，連性格也很相近。

- 小林一文字（こばやし ひともじ） （配音員：檜山修之）
親衛隊中其中一名成員，是眾人當中功夫最高強的人，長相也是帥哥一枚，因此很受女生歡迎。從小被爺爺訓練，以當一個「武士」為目標修行，但自身並不喜歡修行，也有懦弱膽小的一面，直到體弱多病卻崇拜自己的摯友過世之後，開始用「逞強」來武裝自己，實際上最欽佩的是蘇我從內而外的強悍，被小惠評為「像綠野仙蹤的獅子」。因為欽佩蘇我的毅力而露出崇拜的表情，被小惠誤認為同性戀。有相當的智謀，曾經差一點推理出小惡魔詛咒的秘密，但同時思想古板、不懂得幽默也被不認識小林的人認為難以親近，在遇到小惠的母親之後努力的培養自己的幽默感。作戰的時候喜歡用劍，但是格鬥也很在行。
小林是親衛隊中唯一未一開始就被小惠吸引的成員，相反的當時他認為小惠非他理想中的女性，直到後來小惠幫他從混混手上搶回已故摯友的遺物，才對小惠改觀並加入親衛隊，與其說喜歡小惠不如說是崇拜她跟蘇我相似、由內在散發的真正的強悍。大和撫子盃時跟美木同組，發現她不為人知的高強武藝，認為自己對她投予的是與蘇我、小惠相同的崇敬，卻未發覺美木同時符合的是他想要“傳統日本女性”的擇偶標準。後在修學旅行因藤木對小惠無心的一句話，被蘇我逼問他是否喜歡美木時，才豁然了解自己的心意。發覺自己喜歡上美木後，便無微不至的照顧著她，卻也不怠慢其他人，是個真真正正的好人。

- 禮子（れいこ） （配音員：永島由子 ）
小惠在大阪遇到的小偷，受到小惠跟美木的影響，內心充滿著少女情懷，卻不相信小惠是身懷高超武藝的武術達人。喜歡吃章魚燒。雖然每次出現都打算神秘登場，但是其實早就被看破，是團體中唯一一個成年人，暗地裡在小惠等人力不能及的地方給予幫助，曾經發現第二本魔法書。

- 蘇我雪花（そが せつか） （配音員：まるたまり）
源造的姊姊，最大的願望是聽小惠叫她「姊姊」，相貌與源造類似，而且體格也同樣高大，是源造天生的剋星。似乎是自己一個人維持家計。

### 魔法書人物
- 小悪魔（こあくま） （配音員：梅津秀行）
將惠變成女生的角色，原本是魔法書上的一個塗鴉人物，可以用血或是饅頭召喚出來，但是本人卻說「出不出來只看自己的意願」。有一擊可以打倒惡靈的實力。

- 河童
在禮子帶來的新魔法書中找到的塗鴉人物，個性很容易被別人動搖。自言自己才是真正的魔法書，但是事後證明其實自己也是冒牌貨。在藤木完成他的心願之後，就安心的成佛了。

### 岳山財閥
- 岳山隆雄(田中一)（がくざん たかお） （配音員：森久保祥太郎）

花華院美木的婚約者，家庭也是有相當勢力的財閥，擅長格鬥卻遭到蘇我的鐵拳擊潰。性格陰險、狡詐，手段陰狠毒辣，似乎整個家族都是因為這種性格，不斷以聯姻方式搶奪其他財閥才得以壯大。初次相遇的時候，將小惠誤認為美木。動畫版結局為令家族蒙羞被送去當和尚，漫畫版結局則是對美木等人投降，承認自己被美木與小惠團擊潰。
- 柳沢(矢川拓也)（やなぎさわ） （配音員：松本保典）

「大和撫子盃」登場的不良少年，擅長拳擊，卻先後敗給了小惠跟蘇我，後來被岳山收為手下後再度敗給小惠與蘇我。此後改名矢川拓也，暗地裡招兵買馬要對小惠等人復仇。平時看上去給人很有義氣又充滿智慧的領導人物形象，但是其實個性非常卑鄙，動怒的時候會失去理智。

### 田中財閥
- 田中桂子（たなか けいこ） （配音員：松井菜桜子）

視天使惠為眼中釘，平時財大氣粗，在別人面前卻表現得像個大小姐，家裡非常有錢，不喜歡人家稱呼她的姓氏。平時會乘坐黃金打造的禮車。
- 白鷺良美（しらさぎ よしみ） （配音員：倉田雅世）

田中貴子的跟班，家庭似乎也是個有錢的財閥。曾經因為被蘇我搭救，對蘇我產生好感，卻被田中桂子說「他絕對不適合妳」。後來被藤木搭救，改為對藤木有好感，而田中桂子也支持她選擇藤木。

### 天使財閥
- 流坂（るさか） （配音員：今村直樹）

小惠的保鑣，喜歡亞森羅頻系列的怪人。在岳山遊戲篇的時後遭到暗算，成為第一個退場的人物。
- 恵の父（めぐみのちち） （配音員：銀河萬丈）

跟安田太助相當類似的人，不過個性軟弱，在太太面前甚至是傭人面前抬不起頭來，相當討厭蘇我。總是對小惠抱有超越親子之間的情感，卻老是遭到當頭棒喝。
- 天使翼（あまつか つばさ） （配音員：浦和めぐみ）

小惠的母親，不管是對男人還是對小惠都很有一套。因為長年在國外的分公司，所以不知道小惠沒有進入貴族女子學校就讀，而是選擇普通高中。對男人很有一套，但是面對無厘頭的蘇我，卻是一點辦法也沒有。
- 賴子（よりこ） （配音員：中島千里 ）

小惠家的女傭，對小惠常常抱有不正常的好感，有輕微的王子、公主情結，夢想著有一天能將小惠「小姐」的稱號改為「公主殿下」。神出鬼沒，總是會在各種奇怪的地方出現。被女主人評為「有如此優秀的能力，卻甘於做女傭的工作」。

### 花華院財閥
- 花華院京一（はなかいん きょういち） （配音員：仲木隆司）

花華院美木的爺爺。被稱為「日本的良心」，是個非常嚴肅的老人，對日本經濟有相當大的影響力。將美木許配給岳山的始作俑者，認為這樣對美木而言比較幸福，但後來被小惠還有坂月說服而取消婚約。
- 坂月（さかつき） （配音員：鳥海勝美）

花華院美木的保鑣，武功高強，外表給人非常認真的感覺，外號「切腹男」或「石頭人」，因為看起來非常的認真，所以蘇我、小惠等人都不忍心欺騙他，但是他其實很喜歡說冷笑話，只是說笑話的時候總是選在時機相當嚴肅的氣氛下。

## 出版書籍
單行本
| 卷數 | 小學館         | 小學館             | 東立出版社     | 東立出版社         |
| 卷數 | 發售日期       | ISBN               | 發售日期       | ISBN               |
| ---- | -------------- | ------------------ | -------------- | ------------------ |
| 1    | 1999年10月18日 | ISBN 4-09-125631-7 | 2000年9月5日   | ISBN 957-34-9694-1 |
| 2    | 2000年1月18日  | ISBN 4-09-125632-5 | 2000年9月5日   | ISBN 957-34-9695-X |
| 3    | 2000年4月18日  | ISBN 4-09-125633-3 | 2000年11月30日 | ISBN 957-73-1644-1 |
| 4    | 2000年7月18日  | ISBN 4-09-125634-1 | 2000年12月25日 | ISBN 957-73-1645-X |
| 5    | 2000年9月18日  | ISBN 4-09-125635-X | 2001年1月17日  | ISBN 957-73-1646-8 |
| 6    | 2000年12月18日 | ISBN 4-09-125636-8 | 2001年4月25日  | ISBN 957-73-1647-6 |
| 7    | 2001年2月18日  | ISBN 4-09-125637-6 | 2001年6月11日  | ISBN 957-69-9441-1 |
| 8    | 2001年5月18日  | ISBN 4-09-125638-4 | 2001年8月9日   | ISBN 957-69-9442-X |
| 9    | 2001年7月18日  | ISBN 4-09-125639-2 | 2001年11月26日 | ISBN 986-11-0110-1 |
| 10   | 2001年10月18日 | ISBN 4-09-125640-6 | 2002年2月20日  | ISBN 986-11-0290-6 |
| 11   | 2001年12月18日 | ISBN 4-09-126311-9 | 2002年4月4日   | ISBN 986-11-0479-8 |
| 12   | 2002年1月18日  | ISBN 4-09-126312-7 | 2002年6月4日   | ISBN 986-11-0480-1 |
| 13   | 2002年4月18日  | ISBN 4-09-126313-5 | 2002年8月27日  | ISBN 986-11-1002-X |
| 14   | 2002年6月18日  | ISBN 4-09-126314-3 | 2002年11月11日 | ISBN 986-11-1328-2 |
| 15   | 2002年9月18日  | ISBN 4-09-126315-1 | 2002年12月3日  | ISBN 986-11-1329-0 |
| 16   | 2002年12月18日 | ISBN 4-09-126316-X | 2003年2月27日  | ISBN 986-11-1921-3 |
| 17   | 2003年2月18日  | ISBN 4-09-126317-8 | 2003年6月19日  | ISBN 986-11-2128-5 |
| 18   | 2003年5月17日  | ISBN 4-09-126318-6 | 2003年8月5日   | ISBN 986-11-2372-5 |
| 19   | 2003年8月8日   | ISBN 4-09-126319-4 | 2003年10月7日  | ISBN 986-11-2637-6 |
| 20   | 2003年9月18日  | ISBN 4-09-126320-8 | 2004年1月30日  | ISBN 986-11-3191-4 |

豪華版
| 卷數 | 小學館         | 小學館                 |
| 卷數 | 發售日期       | ISBN                   |
| ---- | -------------- | ---------------------- |
| 1    | 2008年10月17日 | ISBN 978-4-09-121538-3 |
| 2    | 2008年10月17日 | ISBN 978-4-09-121539-0 |
| 3    | 2008年11月18日 | ISBN 978-4-09-121540-6 |
| 4    | 2008年12月18日 | ISBN 978-4-09-121546-8 |
| 5    | 2009年1月16日  | ISBN 978-4-09-121547-5 |
| 6    | 2009年2月18日  | ISBN 978-4-09-121548-2 |
| 7    | 2009年3月18日  | ISBN 978-4-09-121549-9 |
| 8    | 2009年4月17日  | ISBN 978-4-09-121550-5 |
| 9    | 2009年5月18日  | ISBN 978-4-09-121555-0 |
| 10   | 2009年6月18日  | ISBN 978-4-09-121556-7 |

## 電視動畫
2002年4月6日至2003年3月29日於東京電視台聯播網週六（週日清晨）深夜24:50～25:20放送電視動畫(台灣則由緯來日本台首播)。以深夜動畫而言是少有的1年期（4季）長檔動畫。
本作品也是東京電視系最後一部賽璐片動畫。另外，製片時使用16:9尺寸解析度，但在電視上則是以4:3尺寸解析度播出。

### 製作人員
- 原作 - 西森博之（小學館）
- 監督 - 奥脇雅晴
- 系列構成 - 扇澤延男
- 系列製作人 - 飯岡順一
- 人物設計 - 本橋秀之
- 美術監督 - 東潤一
- 色彩設計 - 吉岡みゆき
- 攝影監督 - 西山仁
- 編輯 - 岡田輝満
- 音樂 - 池田大介
- 音響監督 - 浦上靖夫
- 製作人 - 小林教子、吉岡昌仁
- 動畫製作人 - 小島哲
- 製作 - 東京台、TMS Entertainment

### 主題曲
片頭曲
- 〈grand blue〉（1 - 26話）

作詞：北原愛子 作曲：德永曉人 編曲：德永曉人
- 〈Sun rise train〉（27 - 50話）

作詞：北原愛子 作曲：輝門 編曲：大賀好修
片尾曲
- 〈Whenever I think of you〉三枝夕夏IN db（1 - 13話）

作詞：三枝夕夏 作曲：德永曉人 編曲：德永曉人
- 〈It's for you〉三枝夕夏IN db（14 - 26話）

作詞：三枝夕夏 作曲：川島だりあ 編曲：池田大介
- 〈Tears Go By〉三枝夕夏IN db（27 - 37話）

作詞：三枝夕夏 作曲：大野愛果 編曲：德永曉人
- 〈Secret&Lies〉三枝夕夏IN db（38 - 49話）

作詞：三枝夕夏 作曲：五大ゆり 編曲：德永曉人
- 〈grand blue〉（50話）

作詞、歌 - 北原愛子 / 作曲、編曲 - 德永曉人

### 各話列表
| 話數 | 日文標題 | 中文標題                                               | 脚本       | 分鏡              | 演出           | 作画監督       | 播放日期      |
| ---- | -------- | ------------------------------------------------------ | ---------- | ----------------- | -------------- | -------------- | ------------- |
| 1    |          | 超速邂逅 天使是他還是她？                              | 扇澤延男   | 奥脇雅晴          | 辻泰永         | 本橋秀之       | 2002年 4月6日 |
| 2    |          | 妳是怎麼了？我的天使！                                 | 扇澤延男   | 前園文夫          | 佐土原武之     | 内田シンヤ     | 4月13日       |
| 3    |          | 擊倒對手的男人的手                                     | まさきひろ | 河村明夫          | 山口美浩       | 河村明夫       | 4月20日       |
| 4    |          | 天使從天而降                                           | 扇澤延男   | 奥脇雅晴 下田久人 | 辻泰永         | 加野晃         | 4月27日       |
| 5    |          | 我喜歡你！我也喜歡他！！                               | 扇澤延男   | 前園文夫          | 下田久人       | 乙幡忠志       | 5月4日        |
| 6    |          | 徹底追查！她的神秘面紗？！                             | 吉村元希   | 越智浩仁          | 山内東生雄     | をがわいちろを | 5月11日       |
| 7    |          | 乾脆讓我來當女生吧！                                   | まさきひろ | 奥脇雅晴 池田重隆 | 池田重隆       | 日向正樹       | 5月18日       |
| 8    |          | 討厭的傢伙！正義的笨蛋小林！                           | まさきひろ | 奥脇雅晴          | 佐土原武之     | 本橋秀之       | 5月25日       |
| 9    |          | 魔法書！！我不要小惠變成男生！！                       | 扇澤延男   | かわむらあきお    | 山口美浩       | かわむらあきお | 6月1日        |
| 10   |          | 徹底摧毀！小惡魔的詛咒！                               | 扇澤延男   | 奥脇雅晴          | 下田久人       | 乙幡忠志       | 6月15日       |
| 11   |          | 小惠和我約會吧！讓妳瞧瞧我的男性魅力！                 | 吉村元希   | 前園文夫          | 辻泰永         | 内田シンヤ     | 6月22日       |
| 12   |          | 果然我是被詛咒了啦～！！                               | まさきひろ | 前園文夫          | 池田重隆       | 日向正樹       | 6月29日       |
| 13   |          | 大阪之行！！ 夢幻少女居然是大盜？！                    | 吉村元希   | 奥脇雅晴          | 山内東生雄     | をがわいちろを | 7月6日        |
| 14   |          | 讓我被妳雪白的大腿夾死吧！！                           | 吉村元希   | 奥脇雅晴          | 山口美浩       | かわむらあきお | 7月13日       |
| 15   |          | 和魔法老頭見面！                                       | 吉村元希   | 前園文夫          | 下田久人       | 乙幡忠志       | 7月20日       |
| 16   |          | 不要利用我的弱點！ 去釣超級大鰲蝦！                    | まさきひろ | 奥脇雅晴          | 辻泰永         | 内田シンヤ     | 7月27日       |
| 17   |          | 最惡劣的傢伙出現了！ 桂子小姐登場！！                  | 扇澤延男   | かわむらあきお    | 佐土原武之     | 加野晃         | 8月3日        |
| 18   |          | 男子漢的決鬥！ 武士對普通！？                          | まさきひろ | 佐々木勝利        | 池田重隆       | 日向正樹       | 8月10日       |
| 19   |          | 小惠VS桂子！由我來栽培強壯男子漢！！                   | 扇澤延男   | かわむらあきお    | 山口美浩       | かわむらあきお | 8月17日       |
| 20   |          | 美木的未婚夫！？妳的幸福由我來守護！                   | まさきひろ | 前園文夫          | 下田久人       | 乙幡忠志       | 8月24日       |
| 21   |          | 婚約阻撓大作戰！絕不把美木交給大騙子！！               | まさきひろ | 亀垣一            | 山内東生雄     | 内田シンヤ     | 8月31日       |
| 22   |          | 名聲和權力我全不要！這才是愛情的力量！！               | まさきひろ | 大原実            | 辻泰永         | をがわいちろを | 9月7日        |
| 23   |          | 我是男子漢！ 和媽媽進行感動的面試！                    | 吉村元希   | 奥脇雅晴          | 佐土原武之     | 岩佐裕子       | 9月14日       |
| 24   |          | 蘇我的女人？ 當心我用美腿踢你哦！                      | 吉村元希   | 佐々木勝利        | 池田重隆       | 日向正樹       | 9月21日       |
| 25   |          | 女性公敵．源造？ 臉頰上傷疤的祕密                      | 扇澤延男   | 久城りおん        | 久城りおん     | をがわいちろを | 9月28日       |
| 26   |          | 不要抱住我！！ 雪花是誰啊？                            | まさきひろ | 大原実            | 下田久人       | 乙幡忠志       | 10月5日       |
| 27   |          | Kiss？！我的魔法被解開了！                             | まさきひろ | 亀垣一            | 佐土原武之     | 加野晃         | 10月12日      |
| 28   |          | 我變回男生囉！男子漢大對決！！                         | 吉村元希   | かわむらあきお    | 大原実         | かわむらあきお | 10月19日      |
| 29   |          | 你這個色狼！看可愛的小惠來教訓你！                     | 笹野恵     | 奥脇雅晴          | 池田重隆       | 日向正樹       | 10月26日      |
| 30   |          | 管你是不是詛咒！看源造大顯身手！                       | 扇澤延男   | 前園文夫          | 山内東生雄     | 内田シンヤ     | 11月2日       |
| 31   |          | 密室中的小惠！ 男人都是不安的化身！                    | まさきひろ | 奥脇雅晴          | 辻泰永         | をがわいちろを | 11月9日       |
| 32   |          | 桂子愛上的女生！ 難…難道那就是我！？                   | 扇澤延男   | かわむらあきお    | 山崎浩司       | かわむらあきお | 11月16日      |
| 33   |          | 能否戰勝小惡魔的魔法！？ 變態的力量！                  | 吉村元希   | 大原実            | 佐土原武之     | 岩佐裕子       | 11月23日      |
| 34   |          | 不可錯過．小惠的圍裙裝！！ 料理大對決！                | まさきひろ | 奥脇雅晴          | 池田重隆       | 日向正樹       | 11月30日      |
| 35   |          | 源造，你逃不掉了！ 切腹自殺吧！！                      | まさきひろ | 名村英敏          | 山内東生雄     | 内田シンヤ     | 12月7日       |
| 36   |          | 穿浴衣的小惠 妳為什麼要逃？                            | 笹野恵     | 奥脇雅晴          | 辻泰永         | をがわいちろを | 12月14日      |
| 37   |          | 大和美女盃之一 命運的搭檔是誰？ 藤木驚見老鷹           | 扇澤延男   | かわむらあきお    | かわむらあきお | 粉川剛         | 12月21日      |
| 38   |          | 大和美女盃之二 拳擊手的拳頭又算什麼 小惠的華麗舞姿！   | 扇澤延男   | 亀垣一            | 佐土原武之     | 岩佐裕子       | 2003年 1月4日 |
| 39   |          | 大和美女盃之三 小惠VS桂子，幽靈大戰                    | 扇澤延男   | 奥脇雅晴          | 池田重隆       | 日向正樹       | 1月11日       |
| 40   |          | 大和美女盃之四 柳澤大反攻！ 沒關係，反正我不是女的     | まさきひろ | 大原実            | 山内東生雄     | 内田シンヤ     | 1月18日       |
| 41   |          | 大和美女盃之五 美木生氣了！ 男的又怎樣，小惠妳這個傻瓜 | まさきひろ | 久城りおん        | 久城りおん     | をがわいちろを | 1月25日       |
| 42   |          | 大和美女盃之六 我很強哦，裝哭攻擊決勝負！              | まさきひろ | かわむらあきお    | 畠山茂樹       | かわむらあきお | 2月1日        |
| 43   |          | 和王子約會？ 小惠搖身變公主？                          | まさきひろ | 名村英敏          | 辻泰永         | 中路景子       | 2月8日        |
| 44   |          | 河童藤木！？ 在夏日海邊看見美人魚                      | まさきひろ | 奥脇雅晴          | 池田重隆       | 日向正樹       | 2月15日       |
| 45   |          | 劈石武士，想要美木就先過我這關！                       | まさきひろ | ひいろゆきな      | 佐土原武之     | 本橋秀之       | 2月22日       |
| 46   |          | 修學旅行！ 告白！ 武士的愛情喜劇？！                   | まさきひろ | 大原実            | 辻太輔         | をかわいちろを | 3月1日        |
| 47   |          | 我是美木的王子！ 衝呀白馬源造！                        | まさきひろ | 遠藤克巳          | 江島泰男       | かわむらあきお | 3月8日        |
| 48   |          | 岳山遊戲開始！ 藤木愛的大爆炸！                        | まさきひろ | 奥脇雅晴          | 池田重隆       | 日向正樹       | 3月15日       |
| 49   |          | 傳達給被囚禁的美木內心，石破天驚的力量！               | 扇澤延男   | 奥脇雅晴          | 辻泰永         | 岩佐裕子       | 3月22日       |
| 50   |          | KISS 魔法解開了！！天使究竟是男還是女？                | 扇澤延男   | 奥脇雅晴          | 久城りおん     | 本橋秀之       | 3月29日       |

### 播放電視台
| 播放地區       | 播放電視台   | 播放日期                     | 播放時間             | 聯播網         | 備註       |
| -------------- | ------------ | ---------------------------- | -------------------- | -------------- | ---------- |
| 關東廣域圈     | 東京電視台   | 2002年4月6日 - 2003年3月29日 | 星期六 24:50 - 25:20 | 東京電視台系列 | 製作電視台 |
| 大阪府         | 大阪電視台   | 2002年4月6日 - 2003年3月29日 | 星期六 25:25 - 25:55 | 東京電視台系列 |            |
| 日本全域       | BS东视       | 2002年4月7日 - 2003年3月30日 | 星期日 24:30 - 25:00 | 東京電視台系列 | BS技術放送 |
| 福岡縣         | TVQ九州放送  | 2002年4月8日 - 2003年3月31日 | 星期一 26:20 - 26:50 | 東京電視台系列 |            |
| 岡山縣、香川縣 | 瀨戶內電視台 | 2002年4月9日 - 2003年4月1日  | 星期二 25:35 - 26:05 | 東京電視台系列 |            |
| 愛知縣         | 愛知電視台   | 2002年4月10日 - 2003年4月2日 | 星期三 25:55 - 26:25 | 東京電視台系列 |            |
| 北海道         | TV北海道     | 2002年4月10日 - 2003年4月2日 | 星期三 26:25 - 26:55 | 東京電視台系列 |            |

## 外部連結
- 天使な小生意気 東京電影介紹頁 （页面存档备份，存于）（日語）
- サンデーCM劇場(Media Player) （页面存档备份，存于）（日語）
- サンデーCM劇場(QuickTime) （页面存档备份，存于）（日語）
- 天使な小生意気ワールド（少年サンデー公式サイト内にあった保存キャッシュ）（日語）（網際網路檔案館）
- プレイステーション用ゲーム 天使な小生意気 （页面存档备份，存于）（日語）